# Dryococelus australis
Dryococelus australis (лат.) — насекомое из отряда палочников. Достигает 12 см в длину и 1,5 см в ширину.

## История и описание
Насекомые обитали на вулканическом острове Лорд-Хау в Тихом океане, расположенном в 600 км восточнее Австралии и открытом в 1788 году. К 1918 году это крупное нелетающее насекомое, ранее не имевшее естественных врагов, как считалось, вымерло, уничтоженное интродуцированными человеком чёрными крысами.
В 1960 году альпинисты, поднимавшиеся на другой вулканический остров, находившийся в 23 км от Лорд-Хау, Болс-Пирамид (Balls Pyramid), обнаружили там свидетельства обитания палочников, а именно несколько трупов этих насекомых. Но поскольку ни одного живого палочника найти не удалось, вид и далее считался вымершим. В статье кандидата геолого-минералогических наук Михаила Ахметьева в журнале «Природа» за 1972 год отмечается, что это малоподвижное существо под названием «древесный рак», найденное недавно на островке Болс-Пирамид, имеет несомненно реликтовое происхождение.
В 2001 году на Болс-Пирамид была направлена экспедиция, которой после двух дней пребывания на острове удалось найти колонию из 20—30 палочников, обитавших на кустах местного, также эндемичного для Лорд-Хау, вида чайного дерева Melaleuca howeana, листьями которого они питаются. Все обнаруженные насекомые были самками (как и те, что были собраны в 1960 г.); по словам энтомолога Николаса Карлайла, «откладывая яйца, эти насекомые создают клон самки, тем самым обеспечивая выживаемость вида».
Представители обнаруженной колонии морфологически несколько отличались от имеющихся музейных экспонатов Dryococelus australis с Лорд-Хау, но анализ генома этой популяции, проведённый в 2017 года, показал, что она действительно принадлежит к Dryococelus australis.

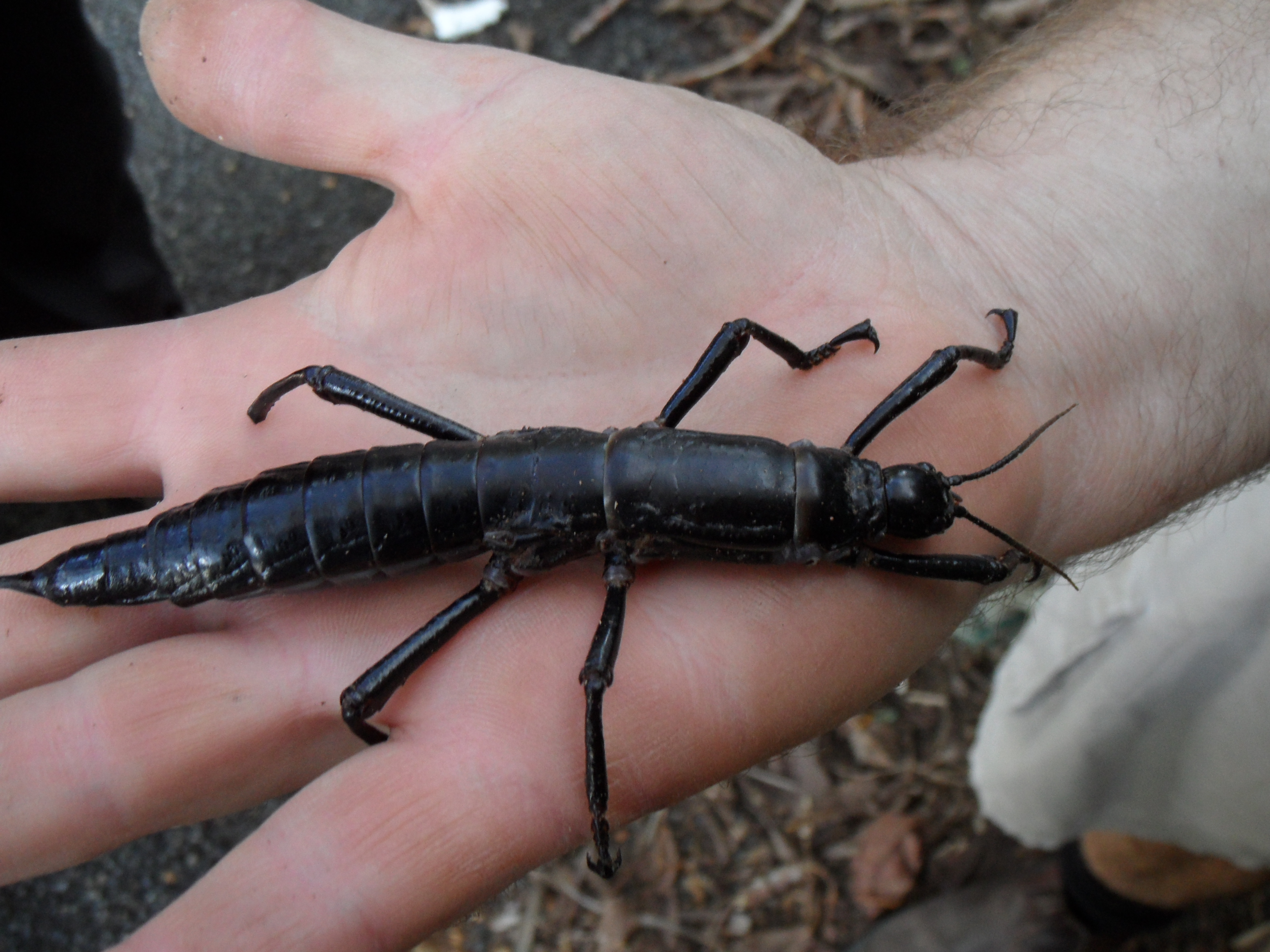
Живой палочник